# Pegaeophyton scapiflorum
Pegaeophyton scapiflorum là một loài thực vật có hoa trong họ Cải. Loài này được (Hook. f. & Thomson) C. Marquand & Airy Shaw mô tả khoa học đầu tiên năm 1929.